# Везикула

Схема, показывающая цитоплазму, вместе с её компонентами (или органеллами), в типичной животной клетке. Органеллы:
(1) Ядрышко
(2) Ядро
(3) рибосома (маленькие точки)
(4) везикула
(5) шероховатый эндоплазматический ретикулум (ER)
(6) Аппарат Гольджи
(7) Цитоскелет
(8) Гладкий эндоплазматический ретикулум
(9) Митохондрия
(10) Вакуоль
(11) Цитоплазма
(12) Лизосома
(13) Центриоль и Центросома

Вези́кулы — маленькие внутриклеточные органеллы, представляющие из себя мембрано-защищённые сумки, в которых запасаются или транспортируются питательные вещества и ферменты. Везикула отделена от цитозоля липидным бислоем. Способ, которым мембрана везикулы отгораживает её от цитоплазмы, сходен с тем, как цитоплазматическая мембрана отгораживает клетку от внешней среды. Когда они отделены от цитоплазмы всего одним липидным слоем, везикулы называются однопластинчатыми. Так как везикула отгорожена от цитоплазмы, внутривезикулярные вещества могут быть совершенно иными, чем цитоплазматические. Везикула может присоединиться к внешней мембране, сплавиться с ней и выпустить своё содержимое в пространство вне клетки. Так может происходить процесс выделения (экзоцитоза). Везикула — это базисный инструмент клетки, обеспечивающий метаболизм и транспорт вещества, хранение ферментов, а также функцию химически инертного отсека. Также везикулы играют роль в поддержании плавучести клетки.
Некоторые везикулы способны образовываться из частей плазматической мембраны.

## Виды везикул
- Транспортные везикулы могут перемещать молекулы между внутренними компонентами клетки, например переносить белки из эндоплазматического ретикулума в аппарат Гольджи. Например, экзоцитозный и эндоцитозный пузырьки
- Синаптические везикулы (или синаптические пузырьки) находятся в пресинаптических границах в нейронах и складируют нейромедиаторы.
- Газовые везикулы обнаружены у архей, бактерий и планктонных организмов, в частности водорослей и, возможно, контролируют вертикальную миграцию у последних, посредством регулирования газовой составляющей, обеспечивая тем самым плавучесть и возможность получения максимальной солнечной энергии.
- Лизосома — это мембрано-ограниченная органелла, которая может переваривать макромолекулы (ломая их на меньшие части), которые ею взяты из внешней среды.
- Матричные везикулы находятся внутри внеклеточного пространства, или на матриксе. Они были открыты с помощью электронной микроскопии Г. Кларком Андерсоном[2] и Эрмано Бонуччи[3]. Эти клеточно-вторичные везикулы специализируются на запуске биоминерализации на матриксе в различных тканях: костной, хрящевой, в дентине. Обычно в течение минерализации большое количество приходящих ионов кальция и фосфатов сопровождается апоптозом клетки (генетически запрограммированным самоуничтожением клетки).